# Hanka Island
Hanka Island ist eine Insel vor der Danco-Küste des Grahamlands im Norden der Antarktischen Halbinsel. Im Paradise Harbor liegt sie nahe dem Kopfende der Leith Cove.
Der schottische Geologe David Ferguson (1857–1936) benannte sie nach dem Walfänger Hanka, mit dem er die Gewässer um diese Insel zwischen 1913 und 1914 befahren hatte.